# Зелёное (Петровская поселковая община)
Зелёное (укр. Зелене) — село в Петровской поселковой общине Александрийского района Кировоградской области Украины.
До 2020 года входило в Петровский район
Население по переписи 2001 года составляло 1045 человек. Почтовый индекс — 28320. Телефонный код — 5237. Код КОАТУУ — 3524981901.
Название села происходит от реки Зелёной которая протекает по селу. Река сейчас частично заболочена.

## Известные уроженцы
- Хавренко, Василий Михайлович (1928—1993) — Герой Социалистического Труда.